# Ryżułynci
Ryżułynci (ukr. Рижулинці) – wieś na Ukrainie, w obwodzie chmielnickim, w rejonie chmielnickim, w hromadzie Rozsosza. W 2001 liczyła 283 mieszkańców, spośród których 272 wskazało jako ojczysty język ukraiński, 3 rosyjski, 1 mołdawski, 1 rumuński, 5 ormiański, a 1 polski.